# جیمز واکر (دوچرخه‌سوار)
جیمز واکر (انگلیسی: James Walker؛ زادهٔ ۱ ژانویهٔ ۱۸۹۷ - درگذشت نامشخص) دوچرخه‌سوار اهل آفریقای جنوبی است.